# 西普拉特 (密蘇里州)
西普拉特（英語：West Platte）是位於美國密蘇里州普拉特縣的非建制地區。

## 地理
西普拉特所處的海拔為高於海平面243米（即797英呎），而該地所採用的時區為UTC-6，即北美中部時區（CST）。同時該地設有夏令時間，為UTC-6調快一小時，即UTC-5（CDT）。